# Костёнки (музей-заповедник)
Государственный археологический музей-заповедник «Костёнки» — учреждение, которое занимается охраной, изучением и популяризацией костёнковских стоянок в Хохольском районе Воронежской области. Здание музея находится над стоянкой Костёнки-11 (Аносовка 2).
В ведении музея 9 га в селах Костёнки и Борщёво и 25 охранных зон, содержащих порядка 60 памятников верхнего палеолита. Одна из жемчужин музея — жилище первобытного человека, построенное из костей мамонта.
Идея создания музея принадлежала археологу А. Н. Рогачёву. Раскопки и консервация памятника осуществлялись под руководством А. Н. Рогачёва и силами экспедиции Ленинградского отделения Института археологии АН СССР.
Возведение бетонного здания музея в селе Костёнки началось в 1965 году на средства областного бюджета. Музей был выстроен прямо над одной из костёнковских стоянок возрастом около 20 000 лет. Под крышей музея законсервировано древнее жилище, выстроенное из костей мамонта и окружённое пятью ямами-кладовыми для хранения запасов пищи. Достроено здание было в 1979 году.
В 1983 году музей, бывший тогда филиалом Воронежского областного краеведческого музея, открылся для посещения широкой публикой. В 1991 году филиал «Костёнки» отделился от Воронежского краеведческого музея и приобрёл статус музея-заповедника, включившего в свою территорию не только музей над стоянкой Костёнки-11, но и все верхнепалеолитические памятники Костенковско-Борщёвского района, а также славянский Борщёвский курганный могильник роменско-борщёвской культуры.
По словам директора музея Виктора Попова, «Музей археологии — по сути саркофаг, полностью накрывающий древнюю стоянку, — построенный ещё при советской власти, был и остаётся единственным в мире. Просто ни в одном другом месте жилище Homo sapiens не сохранилось в таком первозданном виде, как в Костёнках».
В 2014 году непосредственно за зданием музея на глубине всего 70 сантиметров археологи нашли полукруг из костей мамонта — каркас древнего жилища. Часть постройки находится под зданием музея. Данное жилище крупнее первого, было круглой формы и достигало 8—9 метров в диаметре.
- Реконструкция жилища
- Схема расположения  находок
- Основание жилища
- Кости мамонта в основании жилища